# Polieno
Polienos são compostos orgânicos poli-insaturados que contém um ou mais sequências de ligações carbono-carbono duplas e simples. Estas ligações duplas carbono-carbono interagem em um processo conhecido como conjugação, a qual resulta estado global de mais baixa energia da molécula.
Compostos orgânicos com duas ligações duplas carbono-carbono são dienos; aqueles com três ligações duplas são trienos; aqueles com quatro são tetraenos, etc.

Anfotericina B é um exemplo de um agente antifúngico (antimicótico) polieno amarelado. Note-se as ligações simples e duplas alternadas no centro.